# Seleção Japonesa de Futsal Masculino
A Seleção Japonesa de Futsal representa o Japão em competições internacionais de futsal. É uma das principais equipes representantes do esporte na Ásia, sendo campeã do Campeonato de Futsal da AFC em três oportunidades (2006, 2012 e 2014). Já participou de quatro Copas do Mundo de Futsal.

## Títulos
- Campeonato Asiático de Futsal (3): 2006, 2012 e 2014